# Bartolomé Feliú
Bartolomé Feliú Pérez, né à Peralta (Navarre, Espagne) en 1843 et mort à Saragosse en 1918, est un scientifique, professeur d'université et homme politique carliste, dirigeant de la Communion traditionaliste,.